# Josh Kelly
Josh Kelly es un actor estadounidense nacido el 25 de abril de 1982 en Yokosuka, Japón. Es conocido por interpretar a Cutter Wentworth en One Life to Live y  Jeremy Canver en UnREAL.

## Biografía
Kelly nació en la Prefectura de Kanagawa en Japón. Ha servido en Afganistán e 
Irak como un Explorador del ejército de Estados Unidos. Se lesionó la pierna durante su servicio.

### Carrera
Kelly se unió al elenco de One Life to Live en diciembre de 2010 hasta diciembre de 2011. También apareció como estrella invitada en varias películas y series de televisión, entre las que se encuentran Ugly Betty, Las Vegas, True Blood, NCIS: Los Ángeles, Transformers: la venganza de los caídos  y Transformers: el lado oscuro de la luna.
Tras la cancelación de One Life to Live, Kelly fue uno de los actores que firmaron para aparecer en una serie web pero el proyecto nunca fue realizado. En enero de 2013, se anunció que Kelly había firmado para el segundo intento para revivir la serie. Josh repitió su papel para el reboot de One Life to Live a partir del 29 de abril hasta el 19 de agosto de 2013 cuando el proyecto fue puesto en pausa indefinida debido a la demanda de Prospect Park contra la ABC.
En septiembre de 2013, Josh se unió al elenco de la serie Lifetime UnREAL.

## Filmografía
| Cine       | Cine                                    | Cine                          | Cine                                                           |
| Año        | Película                                | Rol                           | Notas                                                          |
| ---------- | --------------------------------------- | ----------------------------- | -------------------------------------------------------------- |
| 2006       | Friendly Fire                           |                               | Directo a vídeo                                                |
| 2007       | Supergator                              | Ryan Houston                  | Directo a vídeo                                                |
| 2007       | 9 Seconds                               | Paul                          | Cortometraje                                                   |
| 2009       | Transformers: la venganza de los caídos | Miembro del Strike Force Team |                                                                |
| 2009       | Circle of Eight                         | Bale                          |                                                                |
| 2009       | Cope                                    | Josh                          | Cortometraje También funge como director, escritor y productor |
| 2010       | The Portal                              | John                          |                                                                |
| 2011       | Transformers: el lado oscuro de la luna | Stone                         |                                                                |
| 2011       | Wolf Town                               | Rob                           |                                                                |
| 2014       | Jarhead 2: Field of Fire                | Cabo Chris Merrimette         |                                                                |
| 2015       | Prisoner of War                         | Prisionero                    | Cortometraje                                                   |
| Televisión |                                         |                               |                                                                |
| Año        | Título                                  | Rol                           | Notas                                                          |
| 2006       | Desire                                  | Felix                         | 19 episodios                                                   |
| 2007       | Ugly Betty                              | Busboy                        | 1 episodio                                                     |
| 2007       | Las Vegas                               | Limpiador de ventanas #1      | 1 episodio                                                     |
| 2007       | Moonlight                               | Calvin                        | 1 episodio                                                     |
| 2008       | CSI: Miami                              | Paul                          | 1 episodio                                                     |
| 2008       | True Blood                              | Chico de fraternidad          | 1 episodio                                                     |
| 2009       | Dollhouse                               | Hombre                        | 1 episodio                                                     |
| 2010       | NCIS: Los Angeles                       | Mostel Renney                 | 1 episodio                                                     |
| 2010       | FlashForward                            | Graham Campos                 | 1 episodio                                                     |
| 2010-2011  | One Life to Live                        | Cutter Wentworth              | Elenco principal                                               |
| 2012       | Army Wives                              | Teniente Cody Anderson        | 2 episodios                                                    |
| 2012       | Ben y Kate                              | Steve                         | 1 episodio                                                     |
| 2012       | Rizzoli & Isles                         | Ryan                          | 1 episodio                                                     |
| 2013       | One Life to Live                        | Cutter Wentworth              | Elenco principal                                               |
| 2015       | UnREAL                                  | Jeremy Canver                 | Elenco principal                                               |